# Nagy Imre (költő, 1896–1942)
Nagy Imre (Sárrétudvari, 1896. október 23. – Sárrétudvari, 1942. december 6.) magyar költő.

## Élete
Szegényparaszti családból származott, Nagy Jakab és Hegedűs Ágnes református szülők gyermeke. Nagy nyomorban élt, bár Móricz Zsigmond és fiatal íróbarátai mindent megpróbáltak, hogy segítsenek rajta. Első verse 1927-ben jelent meg a Magyar Falu c. hetilapban, majd a Kelet Népe, a Híd, a Szabad Szó közölte verseit. Kapcsolatba került a szociáldemokrata földmunkás-mozgalommal, a Márciusi Front debreceni képviselőivel, 1938-ban riportokat közölt tőle a Népszava és a Tovább. A Kenyér és jog c. újságcikke miatt kétévi börtönre ítélték, de büntetését már nem tudta letölteni, belehalt a nélkülözésektől szerzett gyomorbetegségébe. Felesége Rácz Zsófia volt, akivel 1928. január 4-én kötött házasságot Püspökladányban.
Kállai Gyula írja Nagy Imréről: "Ady és Baudelaire volt a reggelije és vacsorája egy kis darab kenyér. Valóban, Nagy Imre vérbeli költő volt, törvényes leszármazottja letűnt századok nagy névtelenjeinek. Szegénysége állandó és kegyelem nélküli robotra, kaszára, kapára, verejtékezésre ítélte. Gyenge fizikuma csak fokozta rendkívüli érzékenységét. Legtöbbször nélkülöznie kellett az írás minimális kellékeit is. Munka közben „gondolta ki” verseit, boldog volt, ha este a községházáról kiselejtezett adóívek hátára letisztázhatta. Életében kevés elismerést kapott. Igazából Móricz Zsigmond állt melléje, sűrűn hozta a Kelet Népében verseit. 1942-ben halt meg 46 éves korában. Ahogy Veres Péter írta: testét elnyűtte a szegénység, a nélkülözés. S aki életében semmit, halálában a Horthy-államtól ingyen koporsót kapott."

## Legszebb versei
- Álmatlan éj[4]
- Tízen is
- Az én utcám
- Holtak derese[5]

## Kötetei
- Holtak derese. Versek. Bev. Sinka István. Püski Kiadó. (1940)
- Összegyűjtött versei. Bev. Veres Péter. (1943)
- Álmatlan éj. Válogatott versek, kiad., bev. Pintér József. (1958)
- Tücsök a máglyán. Válogatott versek és próza, kiad, bev. Pintér József, utószó Bakó Endre. (1971; 2. kiad. 1976; 3. kiad. 1986)
- Percnyi tavasz. Debrecen, (2002)

## Egy vers a kötetből[6]
Kivert zsellérek

Kóbor ebek országútján bús ember csapat,

Kivert zsellérek bolyonganak a magyar ég alatt

Elveszített házuk árnyán könnyük ott ragyog.

Dobpergéstől ijedt kutyájuk rémülten vakog.

Hova mennek ?…lábuk alatt ég a magyar föld.

Keblükben kín, ajkukról panasz, s vad átok süvölt